# Ротенбург (Тюрингия)
Ротенбург (нем. Rothenburg) — руины замка на вершине горы Кифхойзер на высоте 350 м над уровнем моря, в муниципалитете Штайнталебен в районе Кифхойзер, Тюрингия.
Расположены на крутом уступе на северо-западной окраине горы Кифхойзер. Замковый комплекс служил для контроля соляной дороги, которая проходила мимо Бад-Франкенхаузена через Кифхойзер в Кельбру. Сохранились фрагменты дворца, замковая часовня и донжон.
В качестве строительного материала для замкового комплекса в основном использовался красный песчаник. Ротенбург, вероятно, обязан своим названием этому. Название также может быть связано с вырубкой леса (нем. Waldroden).

## История
Впервые упоминается в документе 1103 года в связи с дворянином Кристианом фон Ротенбургом, одним из двух убийц графа Куно фон Нортхейма. С 1128 года этот Кристиан всё чаще выступает сторонником императора Лотаря III, что, должно быть, идёт ему на пользу. В 1155 году сын Кристиана стал основателем небольшого графства Кирхберг-ин-дер-Хайнлейте, а основная линия графов Ротенбургов пресеклась в 1209 году.
Новыми хозяевами замка стали графы Байхлинген. Около 1300 года известный миннезингер Кристиан фон Люппин также останавливался в Ротенбурге.
Летом 1212 года, во время спора Штауфиш-Вельф за трон, военный поход в Тюрингию предпринял император Оттон IV. Войска императора, использовавшие тяжёлую осадную технику, смогли овладеть Драйбургом возле Лангензальца и Ротенбурга. Но близлежащий Руннебург они завоевать не смогли.
Частично разрушенный замок после отступления Оттона IV был перестроен, сохранившиеся до настоящего времени руины дворца и часовня, вероятно, относятся к этому периоду строительства. До конца XVI века замок несколько раз переходил из рук в руки, пока не стал вотчиной Шварцбургов.

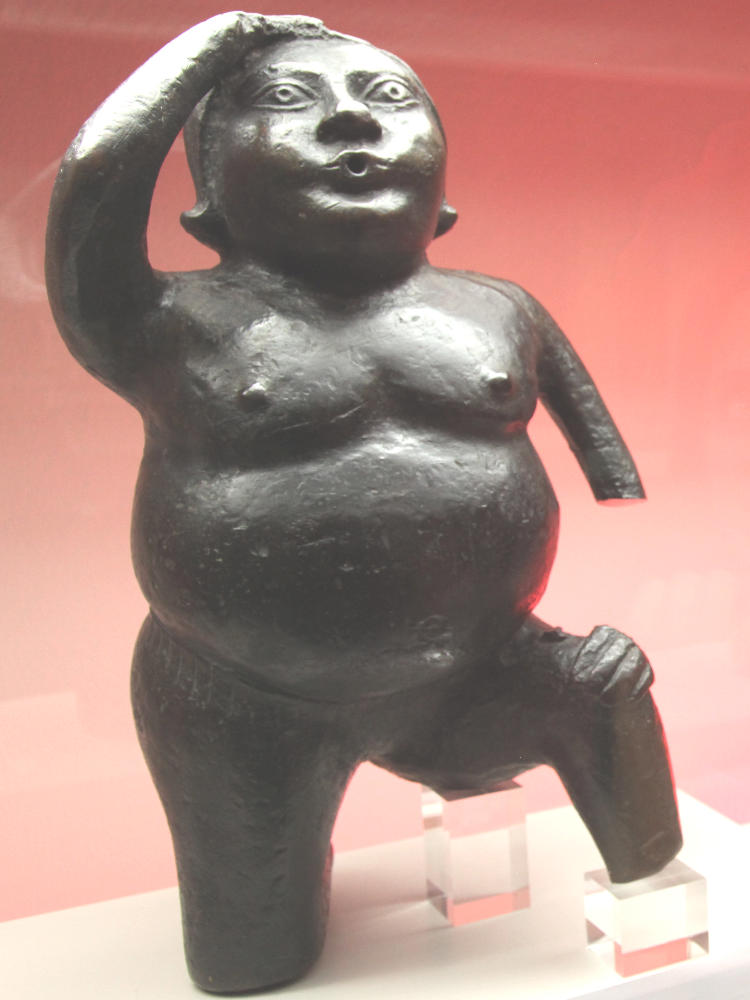
Пюстрих

В последний раз замок реставрировали и расширяли в XV веке. В это время в разрушенной замковой часовне была найдена загадочная фигура Пюстриха фон Зондерсхаузена. Находка попала в кабинет естественной истории и редкостей семьи Шварцбургов в Зондерсхаузене.
После смерти последнего графа Шварцбурга в 1576 году Ротенбург начал приходить в упадок. Совсем недавно грабитель Лот фон Франкенхаузен использовал руины в качестве убежища.
Интерес к замку проснулся в период романтизма, этому способствовал и Генрих Гейне, привлекший внимание к Кифхойзеру своей язвительной сатирой «Германия. Зимняя сказка».
После возведения Киффхойзерского монумента (1890—1896), из строительного материала, неиспользованного для этого монументального строения, рядом с Ротенбургом для приезжающих с экскурсиями был построен большой ресторан, заменивший существовавший здесь с 1839 года.
В 1906 году по проекту Вильгельма Крайса в северной части замка Ассоциацией немецких студентов была выстроена оригинальная башня Бисмарка.
Во времена Третьего рейха строительные работы в Ротенбурге проводились NS-Reichskriegerbund (1937—1939), в ходе которых были сделаны некоторые археологические и архитектурно-исторические наблюдения, и было обнаружено несколько находок. Территория замка и гостиница использовались СС в качестве санатория для выздоравливающих, как и позже военнослужащими Национальной народной армии в эпоху ГДР. В 1956 году в замке проводились съемки фильма «Томас Мюнцер — фильм об истории Германии» (кинокомпания DEFA).
После воссоединения Германии это место ещё несколько лет использовалось Бундесвером. В гостевом доме размещались офицерские общежития и сержантские казармы.
В 1990-х годах в замке снова были проведены восстановительные работы, в их ходе была обнаружена уже полностью заросшая лесом смотровая терраса под башней Бисмарка. После вывода из замка воинских частей участок был продан и сменил владельцев. С 2010 года свободный доступ в замок прекращён, проводятся реставрационные работы. Пешеходная дорожка, которая ранее проходила по территории замка, проложена через другое место.

## Галерея

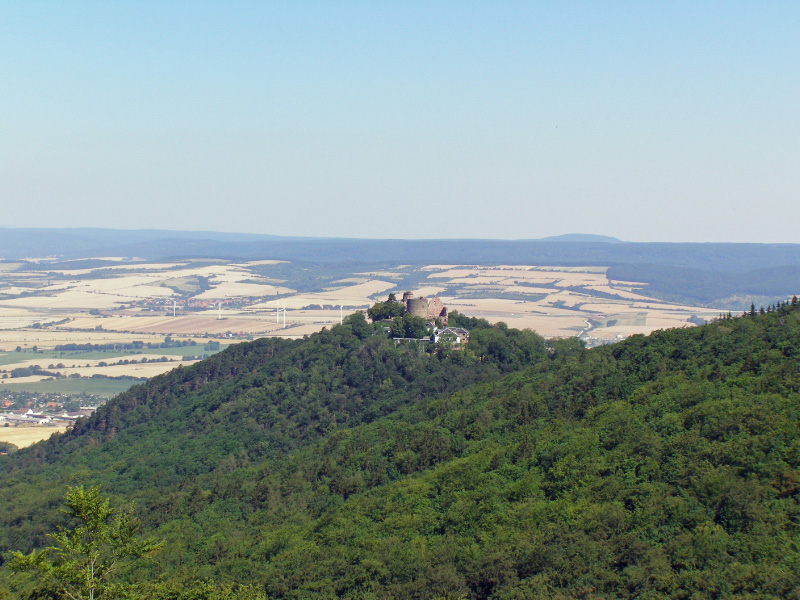
Вид со смотровой площадки „Гарцблик“
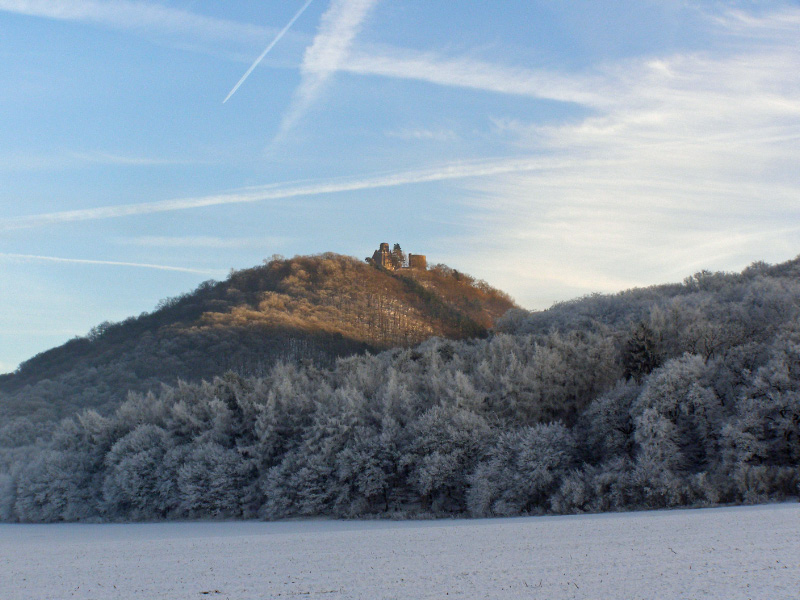
Вид из Золотой долины
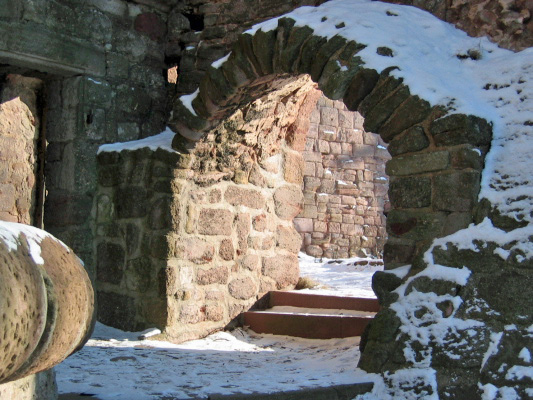
Ворота на северную сторону
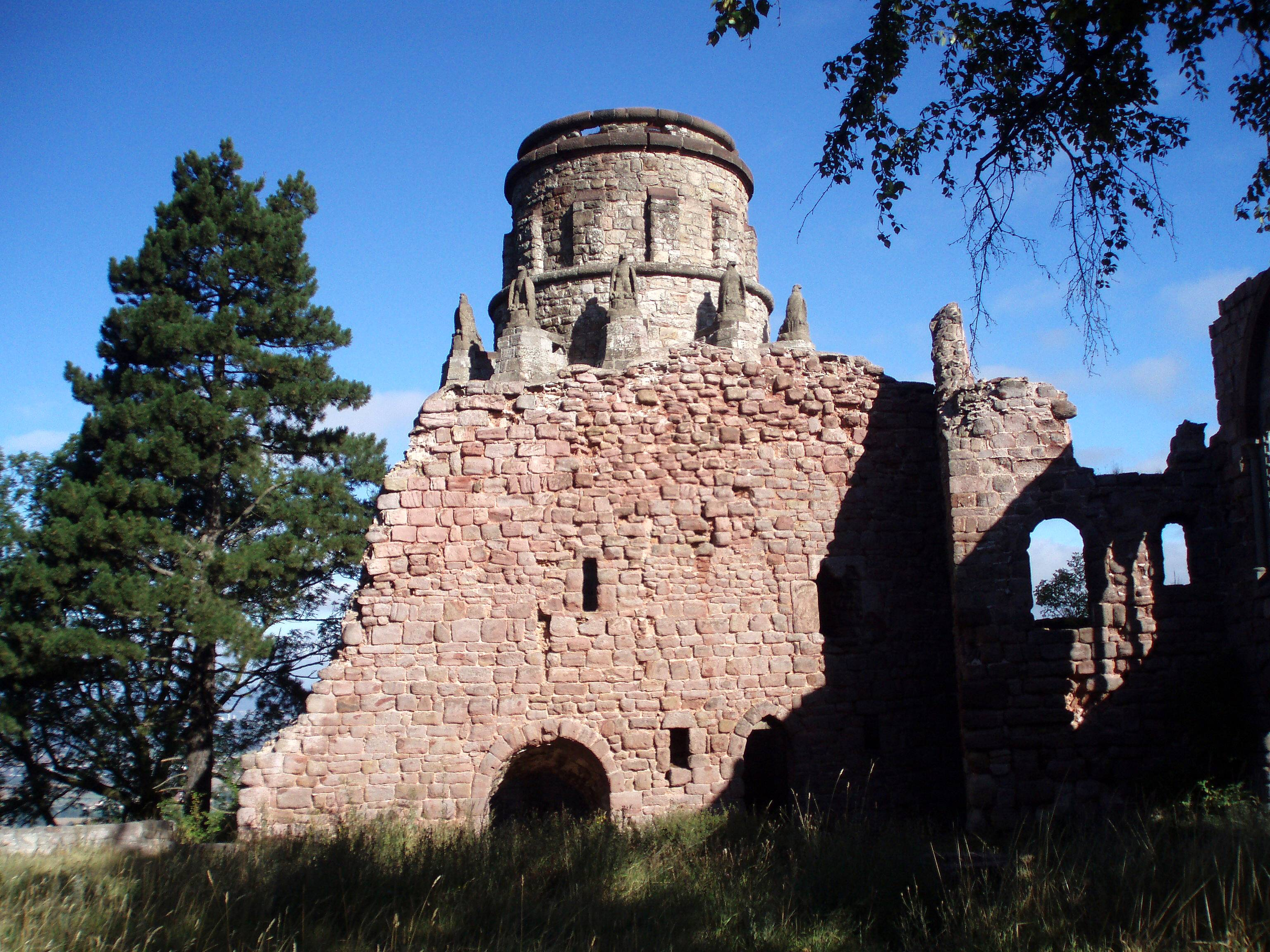
Башня Бисмарка